# Movimenti (Vittorio Nocenzi)
Movimenti è un disco-libro contenente tredici brani composti da Vittorio Nocenzi e altrettante poesie inedite di Alda Merini.
Le registrazioni raccolgono la musica di un ininterrotto itinerario solista che l'autore ha attuato scrivendo per altri linguaggi, come la danza e il teatro, parallelamente al suo impegno di pianista e compositore del Banco del Mutuo Soccorso.

## Tracce
1. Vestali
2. La caccia
3. Le profondità del blu
4. Doppie influenze
5. Tango de Océano profundo
6. Carillon
7. Dinamiche diagonali
8. Racconto di neve
9. Il giardino di Lindaraja
10. Le ali del blues
11. Passo a due
12. Il viaggio dell'orizzonte
13. Jouer la musique
14. Il suono della parola